# Brian O'Leary
Pour les articles homonymes, voir O'Leary.
Brian Todd O'Leary (né le 27 janvier 1940 à Boston et mort le 28 juillet 2011 à Vilcabamba) est un scientifique, auteur et astronaute américain.

## Biographie
Il fait partie du Groupe d'astronautes 6 de la National Aeronautics and Space Administration (NASA), un groupe d'astronautes scientifiques choisis avec l'intention de s'entraîner pour l'Apollo Applications Program (AAP).

## Ouvrages
- The Making of an Ex-Astronaut 1970.  (ISBN 0671772856)
- The Fertile Stars 1981.  (ISBN 089696079X)
- Project Space Station 1983.  (ISBN 0811717011)
- Mars 1999 1987.  (ISBN 0811709825)
- Exploring Inner & Outer Space 1989.  (ISBN 155643068X)
- The Second Coming of Science 1993.  (ISBN 155643152X)
- Miracle in the Void: Free Energy, UFOs and Other Scientific Revelations 1996.  (ISBN 096478260X)
- Reinheriting the Earth 2003.  (ISBN 0939040379)
- The Energy Solution Revolution 2009.  (ISBN 0979917646)